# Filip Kurto
Filip Kurto (* 14. Juni 1991 in Olsztyn, Polen) ist ein polnischer Fußballspieler, der auf der Position des Torwarts spielt. Er steht in der australischen A-League bei Western United unter Vertrag.

## Karriere

### Verein
Kurto wurde in Olsztyn geboren und fing dort auch mit dem Fußballspielen an. In jungen Jahren spielte er für mehrere örtliche Klubs, wie Naki Olsztyn, OKS Stomil Olsztyn, Warmia Olsztyn und Promien Opalenica. Im Jahr 2009 wechselte er in die Jugend von Wisła Krakau. Hier zeigt er gute Leistungen in der Nachwuchsliga Młoda Ekstraklasa (ME), sodass er schnell in die erste Mannschaft berufen wurde. Ein Angebot aus den Niederlanden nahm er im Sommer 2012 an und wechselte zu Roda Kerkrade, wo er zwei Jahre lang Stammtorhüter war. Nach diesen zwei Jahren schloss er sich dem FC Dordrecht an, bei dem er rasch zum Stammtorhüter wurde. Jedoch konnte auch er den Abstieg des FC Dordrecht nicht verhindern. Zur Saison 2015/16 wechselte er ablösefrei zu Excelsior Rotterdam, wo er einen 2-Jahres-Vertrag unterschrieb. Im Sommer 2017 kehrte er zurück zu Roda Kerkrade, wechselte dann aber im Sommer 2018 in die australische A-League zum neuseeländischen Team Wellington Phoenix. Für die Saison 2018/2019 wurde er als bester Torhüter ausgezeichnet, wechselte aber nach der Saison zur neuen A-League-Franchise Western United.

### Nationalmannschaft
Er lief bisher für die polnische U18, U19, U20 und U21 auf.

## Erfolge
- Polnischer Meister (2011)